# Carmona (Cavite)
Carmona es una ciudad componente filipina perteneciente a la provincia de Cavite, en Calabarzon.

## Geografía
Está situado en la zona sudeste de la provincia.

## Historia
Hacia comienzos del siglo XX, el lugar, ya por entonces perteneciente a la provincia de Cavite, tenía contabilizada una población de 3959 habitantes. En 2020, la ciudad componente de Carmona tenía censados 106 256 habitantes.